# Hassan Nazer
Hassan Nazer (in persiano حسن ناظر‎; ...) è un regista, montatore e produttore cinematografico iraniano naturalizzato britannico.

## Biografia
Nazer ha studiato all'Università d'arte di Teheran. Dopo essersi trasferito nel Regno Unito, ha frequentato l'Università di Aberdeen dove ha studiato Cinema. L'attività di ristoratore del Cafe Harmony (con sede ad Aberdeen), gli ha permesso di autofinanziare tre lungometraggi nel decennio prima di Barande Ha (Winners). Avendo difficoltà a farsi finanziare dall'industria cinematografica scozzese o, in generale, del Regno Unito, ha lavorato con budget estremamente bassi, imparando il mestiere e facendosi un nome in Iran, India e Afghanistan. Il suo terzo film, Utopia, è stato proposto dall'Afghanistan come miglior film straniero ai Premi Oscar del 2016 e ai Golden Globes. Il film ha vinto più di 18 premi in festival cinematografici nazionali e internazionali.
È stato a capo della giuria del SAARC Film Festival 2019 che si è tenuto in Sri Lanka.
Nel marzo 2023 ha partecipato al Bari International Film Festival con Winners.

## Filmografia parziale

### Regista
- The Check Post
- Black Day (2011)
- Ma hameh gonahkarim (2013)
- Inja Iran (Here...Iran) (2014)
- Utopia (2015)
- Barande Ha (Winners) (2022)

### Produttore
- American Soldier
- Ma hameh gonahkarim
- Whistle My Lad
- Black Day

### Montatore
- Ma hameh gonahkarim
- Black Day